# 広島県道411号木割谷小吹線
広島県道411号木割谷小吹線（ひろしまけんどう411ごう きわりたにこふきせん）は、広島県神石郡神石高原町を通る一般県道である。

## 概要
岡山県道・広島県道9号芳井油木線交点から国道182号交点に至る。

### 路線データ
- 起点：神石郡神石高原町近田（岡山県道・広島県道9号芳井油木線交点）
- 終点：神石郡神石高原町近田（国道182号交点、広島県道21号加茂油木線終点）
- 実延長：6.8 km

## 歴史
- 1960年（昭和35年）10月10日 - 広島県告示第682号により広島県道206号木割谷小吹線として認定される。
- 1972年（昭和47年）11月1日 - 広島県の県道番号再編により現行の路線名称に変更される。
- 2004年（平成16年）11月5日 - 神石郡の全町村（三和町・神石町・油木町・豊松村）が対等合併して神石郡神石高原町が発足したことに伴い神石郡神石高原町域のみを通る路線になり、併せて起終点の地名表記が変更される。

## 路線状況
かなりの高所を通っており、雲海を望めることがある。終点側は二車線化が進んでいるが、起点側は整備が進んでおらず、離合不能箇所もあり、走りにくい。起点側では当県道をショートカットするかたちで、仙養ヶ原へのアクセス道として整備された神石高原町道が通っており、その町道を利用することで離合不能箇所を軽減できる。
広島県道21号加茂油木線との交点にある案内標識では、岡山県井原市への案内が前者県道ではなく、当県道に進むよう案内がなされている。
神石郡神石高原町の中心部と井原市および高梁市との連絡道路として整備が期待されており、整備が進めば、高梁市経由での岡山方面とのアクセスが改善されることになる。

### 重複区間
- 広島県道21号加茂油木線（神石郡神石高原町近田）

## 地理

### 通過する自治体
- 神石郡神石高原町

### 交差する道路
| 交差する道路                                                 | 交差する場所 | 交差する場所 |
| ------------------------------------------------------------ | ------------ | ------------ |
| 岡山県道・広島県道9号芳井油木線                              | 近田         | 起点         |
| 広島県道21号加茂油木線 重複区間起点                          | 近田         |              |
| 国道182号 国道314号 重複 広島県道21号加茂油木線 重複区間終点 | 近田         | 終点         |

### 沿線
- 仙養ヶ原